# Ліси Нижньої Гвінеї

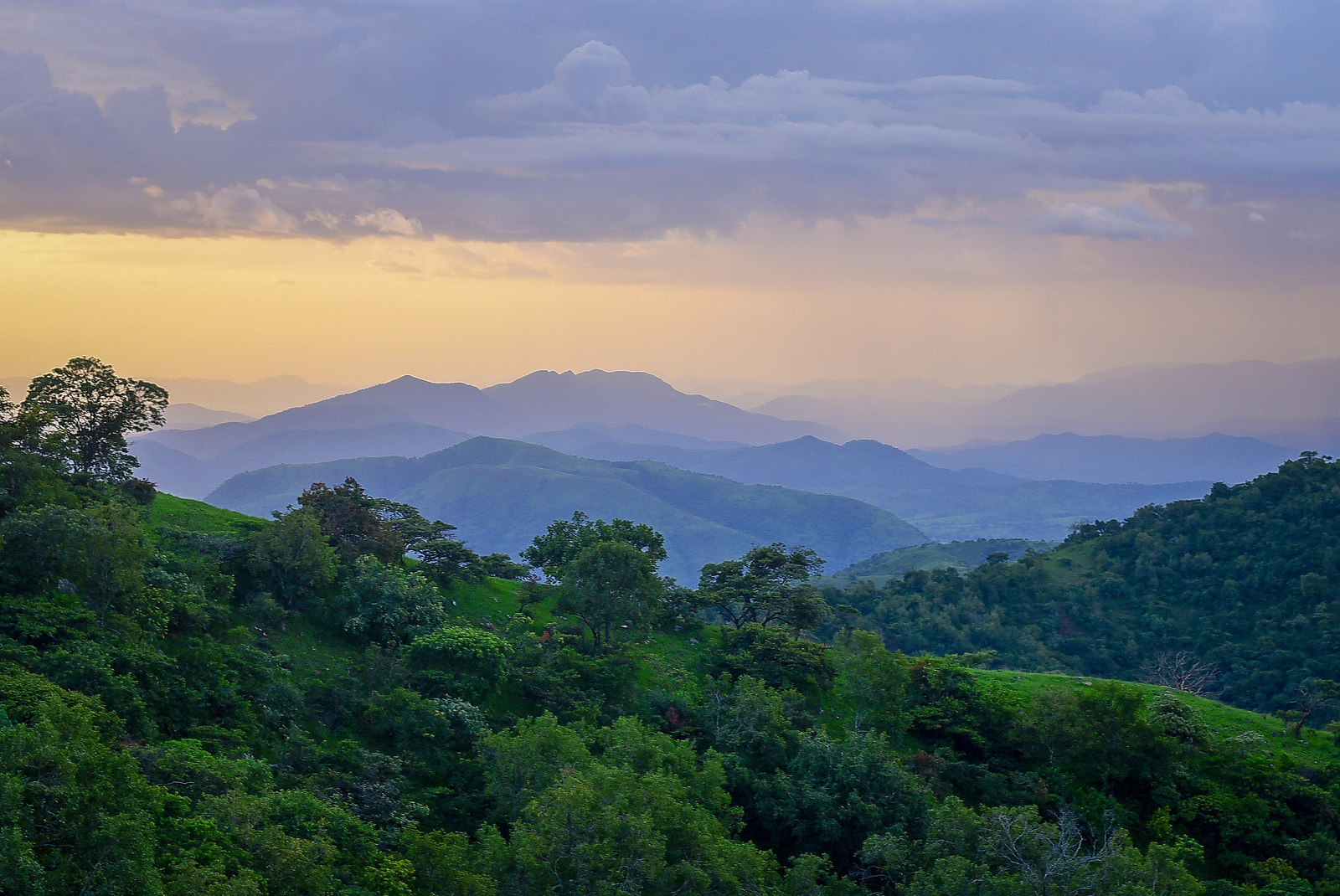
Ліси Камерунського нагір'я

Ліси Нижньої Гвінеї — регіон вологих широколистяних тропічних лісів, розташований у Нижній Гвінеї в Західній та Центральній Африці. Він простягається вздовж східного узбережжя Гвінейської затоки від Східного Беніну через території Нігерії та Камеруну.
На півночі та північному сході ліси Нижньої Гвінеї переходять у більш сухі гвінейські та північноконголезькі лісосавани, а на південному сході, за річкою Санага в Камеруні, — у конголезькі прибережні ліси. На заході ліси Нижньої Гвінеї обмежені Дагомейським розривом, регіоном в Гані та Беніні, де лісосавани простягається аж до узбережжя Атлантичного океану, відділяючи їх від лісів Верхньої Гвінеї, поширених вздовж узбережжя Гвінейської затоки від Того до Ліберії та на північ до Гвінеї. Ліси Нижньої та Верхньої Гвінеї мають високу екологічну спорідненість.
Ліси Нижньої Гвінеї є гарячою точкою біорізноманіття і вирізняються винятковою екологічною значущістю та надзвичайним різноманіттям видів. Вони представлені тропічними дощовими лісами, які характеризуються великою кількістю опадів, пишною рослинністю та різноманітною флорою і фауною. Опади в регіоні відносно рівномірно розподілені протягом року.

## Екорегіони
Всесвітній фонд дикої природи ділить ліси Нижньої Гвінеї на сім окремих екорегіонів:
- Рівнинні ліси Нігерії (Бенін, Нігерія)
- Заболочені ліси дельти Нігеру (Нігерія)
- Кросс-Нігерські перехідні ліси (Нігерія)
- Кросс-Санаго-Біокські прибережні ліси (Нігерія, Камерун, Екваторіальна Гвінея)
- Ліси Камерунського нагір'я (Нігерія, Камерун)
- Гірські ліси Камеруну та Біоко (Камерун, Екваторіальна Гвінея)
- Ліси Сан-Томе, Принсіпі та Аннобону (Екваторіальна Гвінея, Сан-Томе і Прінсіпі)